# Svenska mästerskapet i bandy 1921
Svenska mästerskapet i bandy 1921 slutade med derby inom Uppsala. IFK Uppsala och IK Sirius spelade 2-2 i finalmatchen på Studenternas IP i Uppsala den 20 februari 1921. Vid omspel om titeln mellan de två lagen på Stockholms stadion den 6 mars samma år vann IK Sirius med 5-2 och lyckades därmed erövra sitt första svenska mästerskap i bandy.

## Förlopp
Tre lag från Uppsala spelade kvartsfinal: IFK Uppsala, IK Sirius och Upsala IF. De båda kvartsfinalerna med lag från Uppsala spelades efter varandra samma dag.

## Matcher

### Kvartsfinaler
- IFK Uppsala-Västerås SK 7-6
- Södertälje SK-IK Göta 0-2
- IK Sirius-AIK 6-5
- IF Linnéa-Upsala IF 5-2

### Semifinaler
- IFK Uppsala-IK Göta 4-0
- IK Sirius-IF Linnéa 4-1

### Final
- 20 februari 1921 - IK Sirius-IFK Uppsala 2-2 (Studenternas IP, Uppsala)

#### Omspel av final
- 6 mars 1921 - IK Sirius-IFK Uppsala 5-2 (Stockholms stadion)

## Svenska mästarna
Mall:IK Sirius BK 1921

### Fotnoter
1. ↑  Erik Jonsson. ”1920–1929”. Svenska Bandyförbundet. https://www.svenskbandy.se/BANDYFINALEN/HISTORIK/Svenskamastare/Herrar/1920-1929/. Läst 1 september 2011.